# W. A. Robertson
William Allen Robertson (* 22. Oktober 1837 in Southington, Hartford County, Connecticut; † 26. Oktober 1889 in Washington, Louisiana) war ein US-amerikanischer Politiker. Zwischen Oktober und Dezember 1881 war er kommissarischer Vizegouverneur des Bundesstaates Louisiana.

## Werdegang
Zu einem unbekannten Zeitpunkt vor 1860 kam William Robertson nach Louisiana. Nach einem Medizinstudium und seiner 1860 erfolgten Zulassung als Rechtsanwalt begann er in Opelousas in diesem Beruf zu praktizieren. Während des Bürgerkrieges diente er zwischen 1861 und 1865 in verschiedenen Funktionen im medizinischen Dienst im Heer der Konföderation. Nach dem Krieg arbeitete er als Arzt und Farmer im St. Landry Parish. Politisch war er Mitglied der Demokratischen Partei. Bei den Präsidentschaftswahlen des Jahres 1876 unterstützte er den knapp unterlegenen demokratischen Kandidaten Samuel J. Tilden. Dabei unternahm er auch einen Bestechungsversuch zu dessen Gunsten. Zwischen 1880 und 1884 saß er im Senat von Louisiana, dessen President Pro Tempore er im Jahr 1881 wurde.
Nach dem Tod von Gouverneur Louis A. Wiltz übernahm dessen Stellvertreter Samuel D. McEnery sein Amt. Entsprechend der Staatsverfassung rückte nun der President Pro Tempore des Staatssenats, William Robertson, zum kommissarischen Vizegouverneur auf. Dieses Amt bekleidete er zwischen dem 16. Oktober und dem 24. Dezember 1881. Damit wurde er offizieller Vorsitzender des Staatssenats. Da er am 24. Dezember den Posten des President Pro Tempore, seine Rechtsgrundlage für das Amt des Vizegouverneurs, verlor, musste er auch das Amt des Vizegouverneurs aufgeben, das seinem Nachfolger in beiden Ämtern, George L. Walton, zufiel. Robertson blieb noch bis 1884 Staatssenator. Er starb am 26. Oktober 1889.